# بريندان سكانيل
بريندان سكانيل (مواليد 20 يونيو 1990) هو ممثل وكوميديان أمريكي عرف بأدواره مثل هيذر ديوك في مسلسل "هيذرز" (2018) وبيت ديفين في مسلسل بوندنج، والذي حصل من أجله على ترشيح لجائزة Primetime Emmy لأفضل ممثل في سلسلة كوميدية أو درامية قصيرة.

## الحياة المبكرة
وُلد سكانيل في شيكاغو، إلينوي، ونشأ في فالبارايسو، إنديانا. درس المسرح في جامعة نورث وسترن وبدأ أداء الارتجال والستاند أب في شيكاغو قبل أن ينتقل إلى لوس أنجلوس في عام 2013.

## المسيرة المهنية
في عام 2016، تم اختيار سكانيل لدور هيذر ديوك، الشخصية غير محددة الجنس، في مسلسل "هيذرز بعد طلب تحويل الحلقة التجريبية إلى مسلسل، تم نقل المشروع إلى شبكة باراماونت وأُطلق في أكتوبر 2018. من 2019 إلى 2021، لعب سكانيل دور البطولة في مسلسل نتفليكس قصير الشكل "Bonding" إلى جانب زوي ليفين، وظهر في الفيلم الكوميدي الرومانسي المستقل "Straight Up". حصل على أول ترشيح له لجائزة Primetime Emmy لأفضل ممثل في سلسلة كوميدية أو درامية قصيرة الشكل عن عمله في الموسم الثاني من "Bonding".
ككوميديان، تم اختيار سكانيل من قبل مجلة Vulture في عام 2018 كـ"كوميديان يجب أن تعرفه وسوف تعرفه"، وفي عام 2019 تم اختياره كوجه جديد للكوميديا في مهرجان Just for Laughs في مونتريال.
1. ↑  مُعرِّف شخص في قاعدة بيانات الأفلام التشيكيَّة (ČSFD): 394417. باسم: Brendan Scannell. الوصول: 9 أكتوبر 2017.
2. ↑  وصلة مرجع: https://www.imdb.com/name/nm1772947/.